# Wang Su-bok
Wang Su-bok (en hangul, 왕수복); Kōtō, 5 de marzo de 1917 – Pionyang, 1 de junio de 2003) fue una cantante norcoreana, la cantante más popular en la Corea ocupada por los japoneses en 1935. 
Era notable por su voz distintiva y su profunda expresión emocional, poseyendo un estilo vocal único que le otorgó reconocimiento tanto en la música tradicional como en la contemporánea de Corea. La voz de Wang Su-bok está marcada por una combinación de calidez, profundidad emocional y precisión técnica. Su capacidad para mezclar elementos tradicionales coreanos con influencias modernas, junto con su excelente control y rango expresivo, la convierte en una artista muy distintiva en la escena musical de Corea. Ya sea interpretando baladas cargadas de emoción o canciones más animadas y contemporáneas, la voz de Wang Su-bok resuena con los oyentes debido a su emoción cruda, riqueza y musicalidad.
Se la considera una artista femenina innovadora, cuyo trabajo abrió el camino para el fenómeno del K-pop moderno.

## Biografía
Nacida en 1917, Wang Su-bok estudió en la Escuela de Bailarinas Elegidas de Piongyang, que se especializaba en la formación de gisaeng. La escuela entrenaba a las niñas en canto, baile, musicalidad y vestuario. Se graduó en 1931, debutó como cantante gisaeng en 1933 y fue muy popular durante el resto de la década. Una de sus canciones más populares fue Ulchi marayo (No llores). Uno de los estilos en los que cantaba era el kinminyo, un estilo folclórico tradicional coreano. Durante estos años firmó contratos con grandes productoras musicales como Columbia y Polydor Records. Otras cantantes coreanas que también fueron muy populares en esa época fueron Lee Eun-pa y las hermanas Jeogori.
En enero de 1934, participó en la primera transmisión radial en coreano en vivo para Japón. La transmisión fue organizada por la Corporación Japonesa de Radiodifusión y estuvo acompañada por la Orquesta de Radiodifusión Kyongsong. En 1935 ganó un concurso de popularidad para cantantes, organizado por Samcheolli Co y para noviembre de ese mismo año, estaba considerada como la cantante femenina más popular de Corea.
En 1936, cuando estaba en la cima de su popularidad, era conocida como la «Reina de las canciones populares». Se mudó a Japón para estudiar música occidental y se formó como cantante mezzosoprano, cantando principalmente canciones populares de Joseon en estilo vocal occidental. En una entrevista que concedió en ese momento, dijo: «Quiero cantar muchas canciones populares de Joseon, tal como Choi Seung-hee salvó la danza de Joseon». Los japoneses, que habían colonizado Corea, intentaron impedir el uso del idioma coreano en la música folclórica, por lo que Wang puso fin a su carrera musical durante algún tiempo en 1942. Reanudó su carrera como cantante con la Comisión Central de Radiodifusión en 1953 y en 1955 se convirtió en vocalista de la Orquesta Sinfónica Nacional de Corea del Norte.
En 1959, se le concedió el título de Actriz Meritoria de la República Popular Democrática de Corea.
En 1977 con motivo de su 60 cumpleaños, Kim Il Sung le envió un regalo de cumpleaños y en 1997, para su 80 cumpleaños, Kim Jong Il también le envió un regalo de cumpleaños. Murió en Pionyang en 2003 a los 96 años.

## Características de su voz

### Timbre rico y profundo
Wang Su-bok es conocida por su voz rica y resonante, con una profundidad que destaca inmediatamente. Su timbre vocal suele describirse como profundo y cálido, con una cierta gravedad que hace que su voz se sienta plena y autoritaria. Esta profundidad le permite transmitir una amplia gama de emociones, desde la melancolía hasta momentos de gran intensidad emocional.

### Expresión emocional madura
Uno de los aspectos más destacados de la voz de Wang Su-bok es su capacidad para transmitir emociones complejas. Ya sea interpretando una balada o una canción más animada, su voz está impregnada de un sentido profundo de sentimiento que conecta de manera íntima con los oyentes. Esta expresividad emocional es especialmente evidente en sus canciones más lentas y contemplativas, donde su fraseo y entrega llevan consigo una sensación tanto de vulnerabilidad personal como de resiliencia.

### Control vocal y técnica
Wang Su-bok es conocida por su excelente control sobre su técnica vocal. Tiene un gran dominio de su respiración, lo que le permite entregar frases largas sin perder claridad o intensidad. Su vibrato es sutil y controlado, usándolo para realzar la entrega emocional sin sobrecargar la melodía.
Su articulación y fraseo demuestran un alto nivel de destreza técnica. Utiliza una variedad de técnicas vocales, como pequeñas ornamentaciones y cambios sutiles de tono, para agregar matices a su interpretación. Esto le permite manejar líneas melódicas complejas mientras las mantiene arraigadas en una autenticidad emocional.

### Fusión entre estilos tradicionales y contemporáneos
Aunque la voz de Wang Su-bok tiene una sensación profunda y algo tradicional, a menudo fusiona esto con estilos contemporáneos, creando una mezcla única. Tiene una notable capacidad para conectar la música tradicional coreana (incluyendo elementos de gugak) con baladas modernas o canciones de pop. Esta flexibilidad le permite resonar con una amplia variedad de audiencias, desde los fanáticos de la música coreana clásica hasta los que disfrutan de géneros más actuales.
En algunas de sus interpretaciones, es posible escuchar rastros del jeongga (canciones tradicionales coreanas) en su fraseo vocal, especialmente en el uso de ornamentaciones y giros melódicos. Estos toques ayudan a anclar sus canciones modernas en una tradición cultural que aumenta el impacto emocional de su música.

### Matices expresivos y rango dinámico
La capacidad de Wang Su-bok para controlar las dinámicas—pasando de susurros delicados a crescendos de gran intensidad—agrega una capa de profundidad a sus interpretaciones. Su voz es capaz tanto de gran poder como de suavidad tierna, y pasa de manera fluida entre estos extremos para evocar diversas intensidades emocionales. Ya sea cantando una suave balada o lanzando una potente interpretación, su control sobre las dinámicas contribuye a su versatilidad vocal.

### Fraseo y ritmo
El fraseo de Wang Su-bok es particularmente notable por su atención cuidadosa al ritmo y a la colocación temporal. Su entrega a menudo juega con ligeros retrasos o acentos que desafían el ritmo, creando una sensación de espontaneidad o reflexión. Este sentido de libertad dentro de la estructura musical le da una cualidad casi conversacional a sus interpretaciones, haciéndolas sentir personales e íntimas.

### Tensión única en su voz
Otra característica del estilo vocal de Wang Su-bok es la sutil tensión en su voz, lo que le da una sensación de peso emocional. Esta tensión no es áspera, sino una técnica controlada y deliberada que transmite tanto lucha como determinación. Añade una capa de complejidad a su sonido, dando a los oyentes la sensación de que están escuchando a alguien que ha experimentado emociones profundas y vivencias intensas.

### Dicción clara
A pesar de la intensidad emocional de su voz, la dicción de Wang Su-bok es muy clara. Esto es importante para comunicar las letras de sus canciones, especialmente en un idioma tan matizado como el coreano. La claridad de su pronunciación asegura que los oyentes comprendan completamente las letras, lo que añade otra capa de profundidad a sus interpretaciones.

### Madurez vocal
Como ocurre con muchas cantantes experimentadas, la voz de Wang Su-bok ha madurado con el tiempo. Esta madurez se caracteriza por una riqueza completa, combinada con una mayor resonancia emocional y un dominio más profundo de las técnicas vocales. Ha desarrollado un sonido vocal atemporal, que atrae tanto a generaciones mayores como a oyentes más jóvenes.

## Legado
Wang Su-bok aparece en un libro y una exposición de Choi Kyu-sung titulados Ancestors of Girl Groups, que describe a las mujeres que fueron algunas de las primeras cantantes de Corea y anunciaron la popularidad de los grupos femeninos de K-pop en el país.

## Vida personal
Fue pareja del novelista Yi Hyoseok, a quien conoció en la cafetería que regentaba su hermana en Piongyang. Más tarde se casó con el economista Kim Kwang-jin, quien a su vez fue pareja de la poetisa Noh Cheonmyeong.